# Fédération togolaise des échecs
La Fédération togolaise des échecs (FTdE) est l'organisme qui a pour but de promouvoir la pratique des échecs au Togo. Le siège de la fédération est situé à Lomé.
Officiellement créée en mars 2012, la FTdE est affiliée à la Fédération internationale des échecs et membre de l'Association internationale des échecs francophones.